# Trichodesma incanum
Trichodesma incanum är en strävbladig växtart som först beskrevs av Aleksandr Andrejevitj Bunge, och fick sitt nu gällande namn av A. Dc. Trichodesma incanum ingår i släktet Trichodesma och familjen strävbladiga växter. Utöver nominatformen finns också underarten T. i. glabrescens.